# Miyabea rotundifolia
Miyabea rotundifolia là một loài rêu trong họ Thuidiaceae. Loài này được Cardot mô tả khoa học đầu tiên năm 1909.